# August Ahlborn
August Wilhelm Julius Ahlborn (Hannover, 11 de octubre de 1796 – Roma, 24 de agosto de 1857) fue un pintor alemán adscrito al romanticismo pictórico.
|                                     |
| Blick in Griechenlands Blüte (1832) |

|                                             |
| Blick auf das Neue Palais in Potsdam (1826) |

|                                      |
| Syrakus bei Morgenbeleuchtung (1836) |

## Obras
- Blick in Griechenlands Blüte (Museo Nationalgalerie de Berlín)[1]
- Blick auf das Neue Palais in Potsdam (Niedersächsisches Landesmuseum Hannover)
- Vesuvlandschaft[2]
- Blick auf den Comersee[3]
- Die Blütezeit des Mittelalters[4]